# Cytora ampla
Cytora ampla är en snäckart som först beskrevs av Powell 1941.  Cytora ampla ingår i släktet Cytora och familjen Pupinidae. Inga underarter finns listade i Catalogue of Life.